# Kommissvärja m/1685

Exemplar av komissvärja m/1685, Livrustkammaren.

Kommissvärja m/1685 är en värja brukad inom svenska försvaret från 1600-talet och i modifierad form in på 1900-talet.

## Utseende
Kommissvärjan m/1685 är av en modell hämtad från manskapsvärjor från kontinenten, brukade under 1600-talet. Fästet är av svärtat järn med en nästan cirkelrund parerplåt, fortsatt bakåt i en kort parerstång. Värjan är vidare försedd med handbygel med övre ändan instucken i ett hål i knappen, sidobygel och tumring. Klingan var fastställd till en längd av 89,06 centimeter, men tillverkades vanligen något längre i fall att spetsen skadades i samband med de hållfasthetsprov som klingorna utsattes för. Under det stora nordiska kriget 1700-1721 finns det exempel på att vädrets makter tvingade vissa regementen (Nerke-Wermlands infanteriregemente mfl) att förtenna de svärtade fästena mot rost.

## Användning
Kommissvärja m/1685 beställdes under perioden 1686-1718 i 277.000 exemplar och fram till dess att produktionen upphörde 1737 hade 340.000 exemplar levererats till armén. Den användes av det svenska infanteriet ännu under pommerska kriget även om man 1747 tagit fram en ny modell av värja för infanteriet. Kommissvärja m/1685 brukades även inom svenska flottan, där den förblev använd i oförändrat skick ända fram till 1832. Då fastställdes förändringsmodell av de gamla värjorna, som innebar att klingan kortades till 70 centimeters längd. Oftast filades även tumringen bort. Förändringsmodell 1832 var i bruk vid svenska flottan ända fram till början av 1900-talet.